# Tomasz Kurzewski
Tomasz Kazimierz Kurzewski (ur. 25 kwietnia 1967) – polski przedsiębiorca, przewodniczący rady nadzorczej i, wraz z żoną, Dorotą Michalak-Kurzewską, większościowy właściciel ATM Grupy S.A.

## Życiorys
Ukończył wyższe studia inżynierskie na Akademii Rolniczej w Lublinie. Pracę zawodową rozpoczął w latach 90. XX wieku od współpracy z Telewizją Echo, dla której zrealizował film "Gliniarze Wrocławscy", kupiony później przez TVP. Od tego czasu zajmował następujące stanowiska:
- 1992–1995: współwłaściciel ATM Total Vision we Wrocławiu,
- 1995–1999: dyrektor generalny i wiceprezes zarządu Telewizji Dolnośląskiej we Wrocławiu,
- 1996–1997: wiceprezes zarządu Telewizji Regionalnej Zagłębia Miedziowego w Lubinie,
- 1997–1998: prezes zarządu Art System,
- lata 1997–2004: prezes zarządu Vigor Telewizji Gorzów we Wrocławiu,
- 1998–1999: wiceprezes zarządu TK3 Systemy Profesjonalne we Wrocławiu,
- 1999–2002: prezes zarządu Polskich Mediów,
- od 2002: prezes zarządu Topacz Investment (wcześniej: Zamek Topacz Sp. z o.o.) w Bielanach Wrocławskich,
- 2002–2003: wiceprezes zarządu Polsat Baltic w Rydze,
- 2003–2011: prezes zarządu ATM Grupy,
- 2004–2007: wiceprezes zarządu Topacz Investment,
- od 2011: przewodniczący rady nadzorczej ATM Grupy[2].

W 2004 wprowadził ATM Grupę na Giełdę Papierów Wartościowych w Warszawie. Przyczynił się do rozwoju spółki, będącą największym niezależnym producentem telewizyjnym w Polsce, której udział w rynku szacowany jest na 22%.
Był pomysłodawcą serialu Świat według Kiepskich.

## Życie osobiste
Żonaty z Dorotą zd. Michalak. Ma dwie córki, Olgę i Julię.

## Odznaczenia
17 czerwca 2013 odznaczony przez Prezydenta RP Bronisława Komorowskiego Krzyżem Kawalerskim Orderu Odrodzenia Polski.